# 이정근 (기업인)
이정근(Paulus J. Lee)은 대한민국의 기업인이다.

## 학력
- 고려대학교 공과대학 금속공학과 학사
- 한국과학기술원(KAIST) 재료공학과 석사

## 경력
- 1999년 ~ 2002년: Rainbow Studios 파트너
- 2000년 ~ 2002년: Digital Rim 창립자/책임 프로듀서
- 2007년 ~ 2009년: Starwood Energy Group 대표
- 2007년 ~ : 드림리퍼블릭 창립자/책임 프로듀서
- 2020년 ~ : EQBR Holdings 공동 설립자

## 수상
- 1997년 디지털 드림 스튜디오 '왕도의 비밀' 대한민국 게임대상 수상
- 2001년 디지털 드림 스튜디오 벤처상 수상
- 2002년 디지털 드림 스튜디오 '둘리의 깐따삐아 리그' 이달의 우수게임 선정

## 프로젝트
- 2000년 EA Sports ‘Tiger Woods PGA Tour 2000’ 프로듀서